# The Land That Time Forgot (2025)
The Land That Time Forgot (deutscher Verweistitel The Land That Time Forgot – Gefangen in der Urzeit) ist ein US-amerikanischer Science-Fiction-Abenteuerfilm aus dem Jahr 2025 von Anthony Frith nach einem Drehbuch von Dan Telfer.

## Handlung
Ein Kriegsschiff der Royal Australian Navy unter dem Kommando von Lt. Tim Olson ist weit entfernt von der Küste Australiens unterwegs. Es gerät unter Beschuss eines russischen U-Boots. Nach mehreren schweren Treffern beginnt das Kriegsschiff zu sinken. Die Besatzung um Lt. Tim Olson ist jedoch in der Lage, das russische U-Boot zu kapern. Allerdings werden sie nur wenig später von einem Meeresungeheuer angegriffen, wodurch das U-Boot zerstört wird. Die Überlebenden schaffen es, sich auf eine naheliegende Insel zu retten. Dort müssen sie feststellen, dass die Zeit dort vor Jahrmillionen stehen geblieben ist und die Insel immer noch von Dinosauriern bewohnt wird.
Da er schon lange nichts mehr von der Besatzung gehört hat, macht sich Admiral Christopher Jackman im Pentagon Sorgen. Er ist verwundert, dass das U-Boot ebenfalls vom Radar verschwunden ist. Zu der Besatzung des Kriegsschiffs gehörte auch seine Nichte Lee Larue. Als ihre Mutter davon erfährt, verschlechtert sich ihr ohnehin schon bedenklicher Gesundheitszustand. Jackman beginnt gemeinsam mit seiner Assistentin Hallie Pearce nach einer wissenschaftlichen Erklärung für die Ereignisse zu suchen. Neben Dinosauriern und weiteren prähistorischen Tieren treffen sie auf die Besatzung eines russischen U-Boots, das vor ihnen dort gestrandet ist. Sie beschließen, sich zusammenzutun und einen Weg von der Insel zu finden. Sie treffen auf der Insel auf den deutschen Matrosen Von Schoen, der ihnen seine Kenntnisse über die Insel mitteilt.

## Hintergrund

### Produktion
Der Film versetzt die Geschichte, bekannt aus dem gleichnamigen Buch von Edgar Rice Burroughs, in die moderne Gegenwart. Die größte Abweichung ist der Schauplatz Insel, der im Buch als nicht erforschter Kontinent dargestellt wird. In der heutigen Zeit und Dank moderner Technologie sei es schwer, so Dan Telfer, zu akzeptieren, dass es einen solchen Kontinent geben soll. Daher wurde die Idee einer alternativen Zeitlinie eingeführt.
Der Film ist Glenn Campbell gewidmet.

### Veröffentlichung
Er wurde ab dem 24. Januar 2025 für kurze Zeit in ausgewählten US-amerikanischen Kinos wie dem Laemmle Town Center 5 in Encino, dem Aurora Cineplex in Roswell, dem Film Noir Cinema in Brooklyn oder dem Hickory Ridge Cinemas in Brunswick gezeigt. Ab dem 15. Mai 2025 erschien der Film als Video-on-Demand. In Deutschland startet der Film am 25. Juli 2025 in den Videoverleih. Bereits am 4. Juli 2025 wurde er auf dem Münchener Fernsehsender Tele 5 gezeigt.

## Rezeption
„Weiterer Monsterfilm, der sich vage auf die Romanvorlage von Edgar Rice Burroughs beruft, aber weder als abenteuerliches Szenario noch als Spannungskino viel zu bieten hat. Die Effekte sind durchwachsen, die Figuren langweilig bis dümmlich und die Handlung träge entwickelt und mit überflüssigen Nebenschauplätzen angereichert.“

Jim Morazzini von Voices from the Balcony findet, dass die Geschichte um das Pentagon der Erzählung „zwar eine menschliche Note“ verleihe, sie wirke „aber weitgehend unnötig“. Er ist der Meinung, sie diene lediglich dazu, „die Einbeziehung von Michael Paré und Michelle Bauer zu rechtfertigen, beides bekannte Namen inmitten einer Besetzung aus überwiegend weniger bekannten australischen Schauspielern.“ Im Vergleich zu anderen The-Asylum-Filmproduktionen gesteht Morazzini den CGI-Effekten eine Besserung zu. Dennoch schreibt er davon, dass es überwiegend „hirnlose Dinosaurier-Action“ sei. Er betont, dass wer „eine nostalgische Erinnerung an Burroughs‘ Pulp-Abenteuer sucht oder einfach nur Lust auf eine lustige, dinosaurierreiche Eskapade hat“,  bei diesem Film richtig sei. Weiter führt er aus, dass der Film das Genre vielleicht nicht revolutioniere,  aber eine unterhaltsame Reise durch eine prähistorische Welt anbiete.
Im Popcornmeter, der Zuschauerwertung auf Rotten Tomatoes, hat der Film aufgrund zu weniger Abstimmungen keine Wertung erhalten. In der Internet Movie Database hat der Film bei über 40 Stimmabgaben eine Wertung von 4,2 von 10,0 möglichen Sternen (Stand: August 2025).